# Лундбю, Марен
Ма́рен Лу́ндбю (норв. Maren Lundby; род. 7 сентября 1994 года, Йёвик, Оппланн) — норвежская прыгунья с трамплина, олимпийская чемпионка 2018 года в прыжках с нормального трамплина, двукратная чемпионка мира (2019 и 2021). Трёхкратная обладательница Кубка мира.

## Спортивная карьера

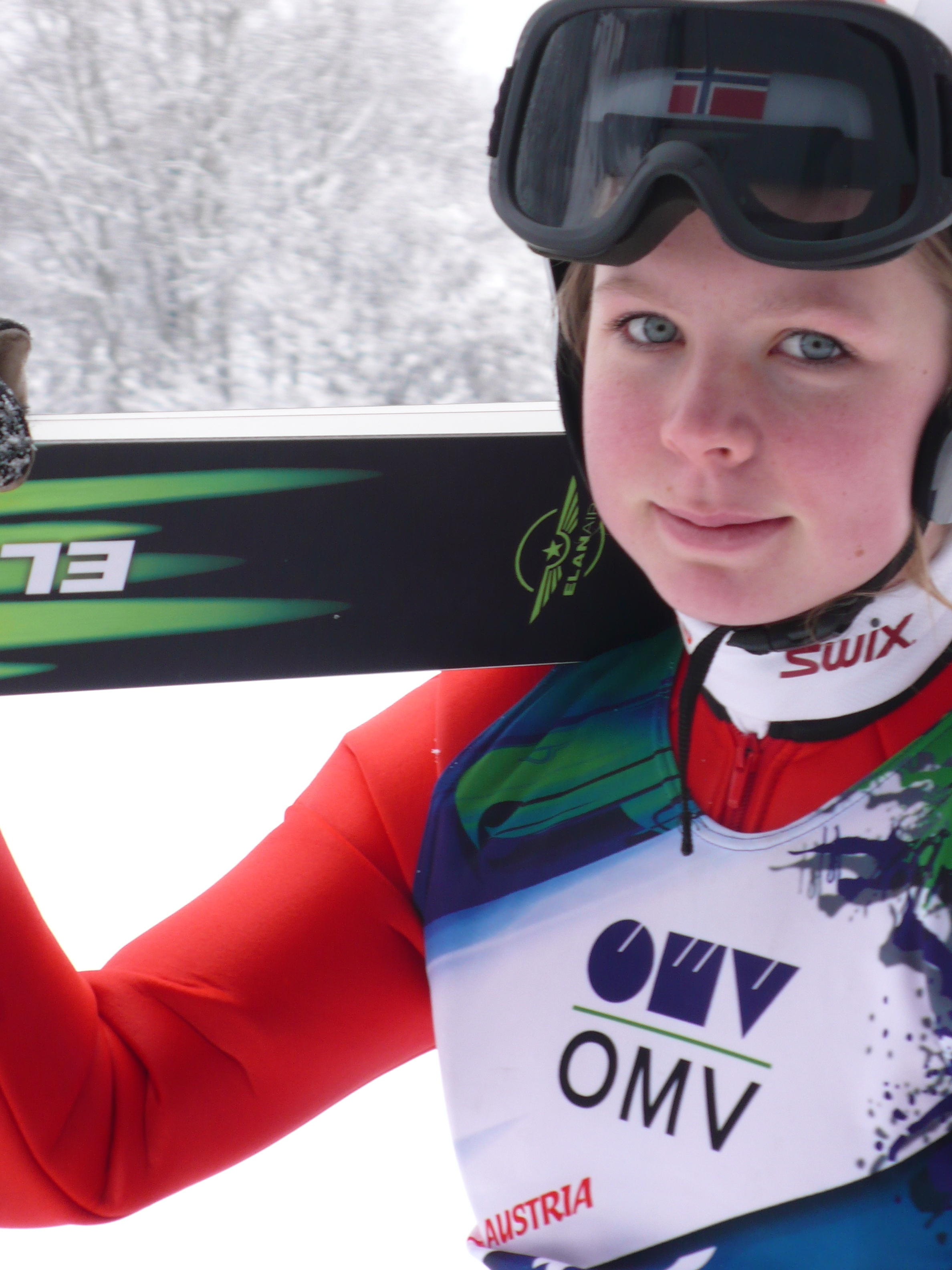
2010 год

Дебютировала на чемпионате мира 2009 года в Лахти в возрасте 14 лет, когда женские прыжки с трамплина впервые появились в программе чемпионатов мира.
На чемпионате мира 2015 года в Фалуне 20-летняя Лундбю завоевала серебряные медали в смешанных командах (норвежцы проиграли немцам всего 2,3 балла).
10 декабря 2016 года в Нижнем Тагиле впервые победила на этапе Кубка мира. Всего в сезоне 2016/17 выиграла 4 этапа и заняла третье место в общем зачёте.
На чемпионате мира 2017 года в Лахти осталась без медалей: 4-е место в личном первенстве на нормальном трамплине и 5-е место в смешанных командах.
На Олимпийских играх 2018 года выиграла золото на нормальном трамплине, опередив Катарину Альтхаус на 12 баллов.
В сезоне 2017/18 впервые выиграла общий зачёт Кубка мира, одержав 9 побед на этапах. В сезоне 2018/19 вновь стала лучшей в Кубке мира, выиграв 12 этапов.
На чемпионате мира 2019 года завоевала медали во всех трёх дисциплинах: золото на нормальном трамплине (Марен выиграла у Катарины Альтхаус всего 0,5 балла) и две бронзы в женских командах и смешанных командах. На чемпионате мира 2021 года вновь выиграла медали в каждой дисциплине: серебро на нормальном трамплине, золото на большом трамплине (медали в этом виде были впервые разыграны на чемпионатах мира), а также серебро в смешанных командах и бронзу в женских командах.
18 декабря 2023 объявила о завершении спортивной карьеры.

## Результаты на крупнейших соревнованиях

### Олимпийские игры
| Олимпийские игры | Нормальный трамплин |
| ---------------- | ------------------- |
| 2014 Сочи        | 8                   |
| 2018 Пхёнчхан    | 1                   |

### Чемпионаты мира по лыжным видам спорта
10 медалей (2 золотые, 4 серебряные, 4 бронзовые)
| Чемпионаты мира     | Нормальный трамплин | Большой трамплин | Смешанные команды | Командное первенство |
| ------------------- | ------------------- | ---------------- | ----------------- | -------------------- |
| 2009 Либерец        | 22                  | н/д              | н/д               | н/д                  |
| 2011 Осло           | 11                  | н/д              | н/д               | н/д                  |
| 2013 Валь-ди-Фьемме | 25                  | н/д              | 4                 | н/д                  |
| 2015 Фалун          | 15                  | н/д              | 2                 | н/д                  |
| 2017 Лахти          | 4                   | н/д              | 5                 | н/д                  |
| 2019 Зефельд        | 1                   | н/д              | 3                 | 3                    |
| 2021 Оберстдорф     | 2                   | 1                | 2                 | 3                    |
| 2023 Планица        | 7                   | 2                | —                 | 3                    |